# Homem melificado

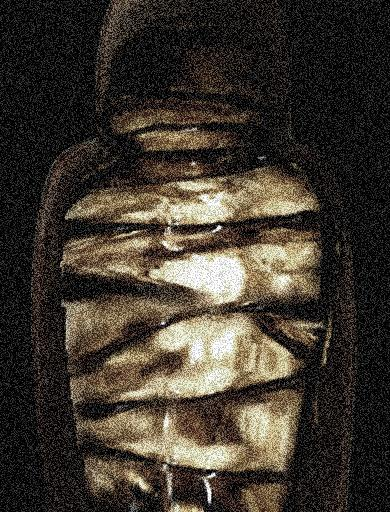
Homem melificado (impressão artística)

Um homem melificado, ou um doce de múmia humana, era uma substância medicinal lendária criada pela imersão de um cadáver humano em mel. A mistura é detalhada em fontes médicas chinesas, mais significativamente o Bencao Gangmu do médico chinês do século XVI e Li Shizhen. Baseando-se em um relato de segunda mão, Li relata a história de que alguns homens idosos na Arábia, perto do fim de suas vidas, se submeteriam a um processo de mumificação no mel para criar um doce curativo.
Esse processo diferia de uma simples doação de corpo por causa do aspecto de auto-sacrifício; o processo de melificação idealmente começaria antes da morte. O doador deixaria de comer qualquer alimento que não fosse mel, chegando a se banhar na substância. Em breve, suas fezes (e até mesmo seu suor, segundo a lenda) seriam compostas de mel. Quando essa dieta finalmente se mostrasse fatal, o corpo do doador seria colocado em um caixão de pedra cheio de mel.
Depois de mais ou menos um século, o conteúdo teria se transformado em uma espécie de doce supostamente capaz de curar membros quebrados e outras doenças. Essa confecção seria então vendida em feiras livres como um item difícil de encontrar e com um preço alto.

## Origens
Os primeiros registros conhecidos de cadáveres melificados vêm do historiador grego Heródoto (século IV a.C.), que registrou que os assírios costumavam embalsamar seus mortos com mel. Um século depois, o corpo de Alexandre, o Grande, teria sido preservado em um sarcófago cheio de mel, e também há indícios de que essa prática era conhecida pelos egípcios.
Outro registro de melificação é encontrado na farmacopeia clássica chinesa de Li Shizhen, de 1596, Bencao Gangmu (seção 52, "Homem como remédio") sob a entrada para munaiyi (木乃伊 "múmia"). Li cita o Chuogeng lu (輟耕錄), c. 1366, pelo estudioso da dinastia Yuan Tao Zongyi (陶 宗儀) ou Tao Jiucheng (陶九成).
De acordo com [Tao Jiucheng] em seu [Chuogenglu], nas terras dos árabes existem homens de setenta ou oitenta anos que estão dispostos a sacrificar seus corpos para salvar os outros. Tal pessoa não come e nem bebe mais, apenas se banha e come um pouco de mel, até que depois de um mês seus excrementos não passam de mel; então a morte segue. Seus compatriotas colocam o corpo para macerar em um caixão de pedra cheio de mel, com uma inscrição que indica o ano e o mês do sepultamento. Depois de cem anos, os selos são removidos e a confecção assim formada usada para o tratamento de feridas e fraturas do corpo e membros — apenas uma pequena quantidade ingerida é necessária para a cura. Embora seja escasso por aquelas bandas, as pessoas comuns chamam de "homem melificado" [miren 蜜人], ou, em sua língua estrangeira, "mu-nai-i". Assim, Sr. [Tao], mas eu mesmo não sei se a história é verdadeira ou não. Em qualquer caso, eu o anexo para a consideração dos eruditos.
Segundo os historiadores da ciência chinesa Joseph Needham e Lu Gwei-djen, esse conteúdo era árabe, mas a história se confundiu com um costume birmanês de conservar os corpos de abades e monges elevados em mel, para que "a noção ocidental de um droga feita de carne humana perdurável foi combinada com o motivo budista característico de auto-sacrifício pelos outros". Em seu livro Stiff: The Curious Lives of Human Cadavers, a escritora Mary Roach observa que Li Shizhen "tem o cuidado de apontar que ele não sabe ao certo se a história do homem melificado é verdadeira".

## Etimologia
Li chama a mistura de miren (蜜人), traduzida como "pessoa de mel" ou "homem melificado". Miziren (蜜漬人 "pessoa saturada de mel") é um sinônimo moderno. O lugar de onde vem é tianfangguo, um antigo nome da Arábia ou do Oriente Médio "). O chinês munaiyi (木乃伊), junto com os empréstimos de "múmia" em muitas línguas, deriva do árabe mūmīya (múmia) ou do persa mūmiyâyī (مومیایی, "múmia"), ela própria de mūm "cera".
Melificação é um termo obsoleto para a produção de mel, ou o processo de aprimorar algo, do latim mellificāre (“fazer mel”) ou mel (“mel”). A palavra grega antiga mélissa (μέλισσα) significa "abelha; abelha; mel (poético)".

## Propriedades físicas do mel
O mel tem sido usado em práticas funerárias em muitas culturas diferentes. Os sacerdotes birmaneses têm o costume de preservar seus abades principais em caixões cheios de mel. Sua reputação tanto para uso medicinal quanto para durabilidade é estabelecida há muito tempo. Por pelo menos 2.700 anos, o mel foi usado por humanos para tratar uma variedade de doenças por meio de aplicação tópica, mas apenas recentemente as propriedades anti-sépticas e antibacterianas do mel foram quimicamente explicadas. Por causa de sua composição única e do complexo processamento do néctar pelas abelhas, que altera suas propriedades químicas, o mel é adequado para armazenamento de longo prazo e é facilmente assimilado mesmo após longa preservação. A história conhece exemplos de preservação do mel por décadas, séculos e até milênios.
As propriedades antibacterianas do mel são o resultado da baixa atividade da água causando osmose, efeito do peróxido de hidrogênio e alta acidez. A combinação de alta acidez, higroscópico e efeitos antibacterianos levaram à reputação do mel como uma forma plausível de mumificar um cadáver humano, apesar da falta de evidências concretas.

## Práticas de medicina semelhantes

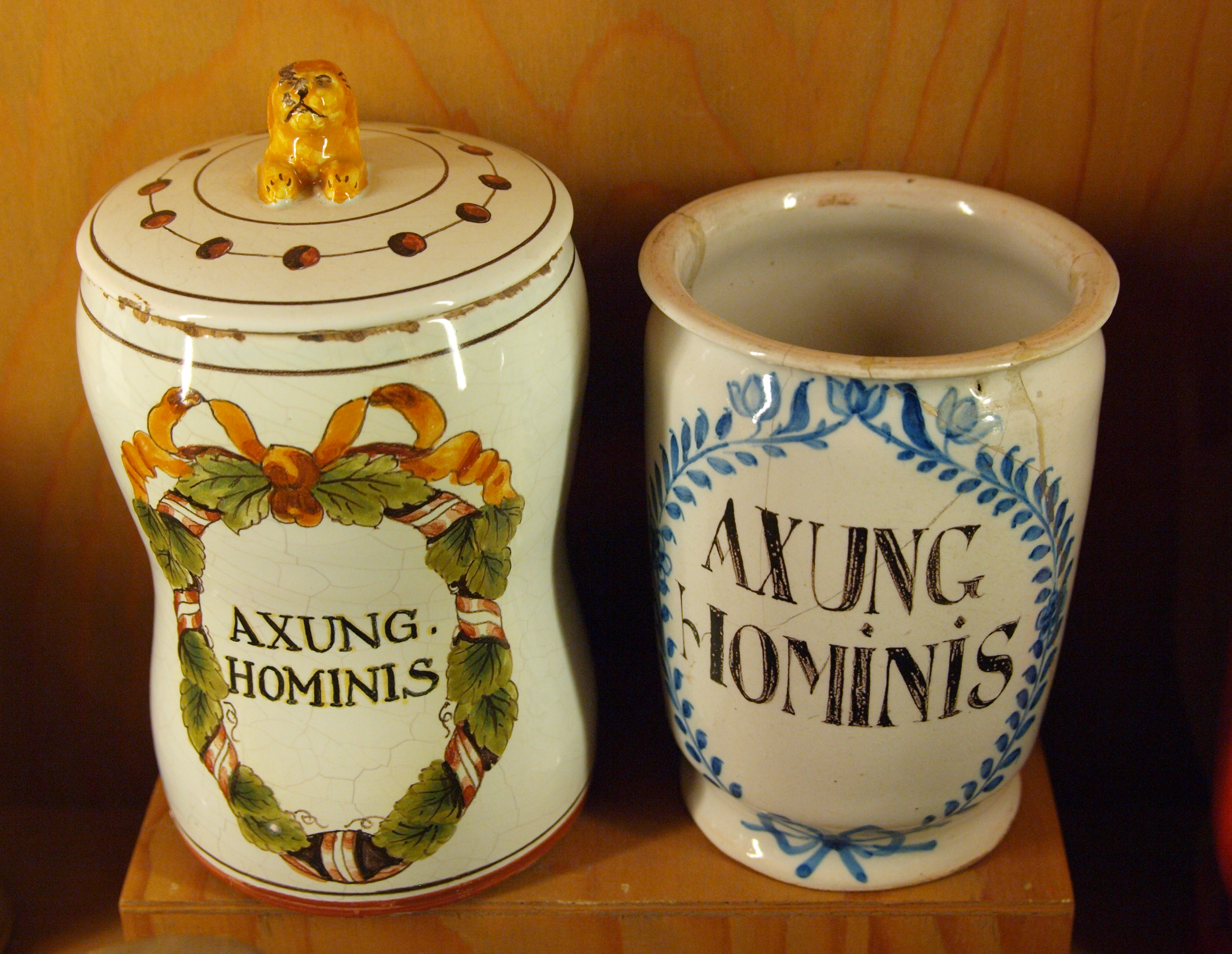
Dois vasos farmacêuticos para axungia hominis (gordura humana), c. século XVII ou XVIII.

Tanto a farmacopeia europeia quanto a chinesa utilizavam medicamentos de origem humana, como urinoterapia, ou mesmo outros usos medicinais para o leite materno. Em seu livro, Roach diz que o uso medicinal de múmias e a venda de falsas está "bem documentado" em livros de química dos séculos XVI a XVIII na Europa, "mas em nenhum lugar fora da Arábia os cadáveres eram voluntários".
As múmias eram um ingrediente comum na Idade Média até pelo menos o século XVIII, e não apenas como remédio, mas como fertilizantes e até mesmo como tinta. O uso de cadáveres e partes do corpo como remédio vem de muito tempo atrás — no Império Romano, o sangue de gladiadores mortos era usado como tratamento para epilepsia.

Em seu livro, Bernard Read sugere uma conexão entre as práticas medievais europeias e as do Oriente Médio e da China:
As teorias subjacentes que sustentam o uso de remédios humanos encontram muito em comum entre os árabes representados por Avicena e a China por meio do [Bencao]. Os humores corporais, o ar vital, as circulações e muitas coisas são mais claramente compreendidos se um estudo extenso for feito de Avicena ou dos europeus que basearam seus escritos na medicina árabe. Os vários usos dados em muitos casos comuns em todo o mundo civilizado, [Nicholas] Lemery também recomendou leite de mulher para olhos inflamados, fezes foram aplicadas em feridas e no crânio humano, cérebro, sangue, unhas e "todas as partes do homem", foram usados na Europa do século XVI.

## Na cultura popular
- A música "Sweet Bod" de Lemon Demon é baseada nesta prática.
- O romance The Dervish House, de Ian McDonald, apresenta uma caça a um homem melificado.
- Um segmento do oitavo episódio da quarta série do esboço histórico infantil britânico mostra Horrible Histories apresenta esse conceito.